# Mythimna fraterna
Mythimna fraterna är en fjäril som beskrevs 1888 av Moore. Arten ingår i släktet Mythimna och familjen nattflyn. M. fraterna förekommer i Indien, Nepal och Vietnam.